# بوندستاگ

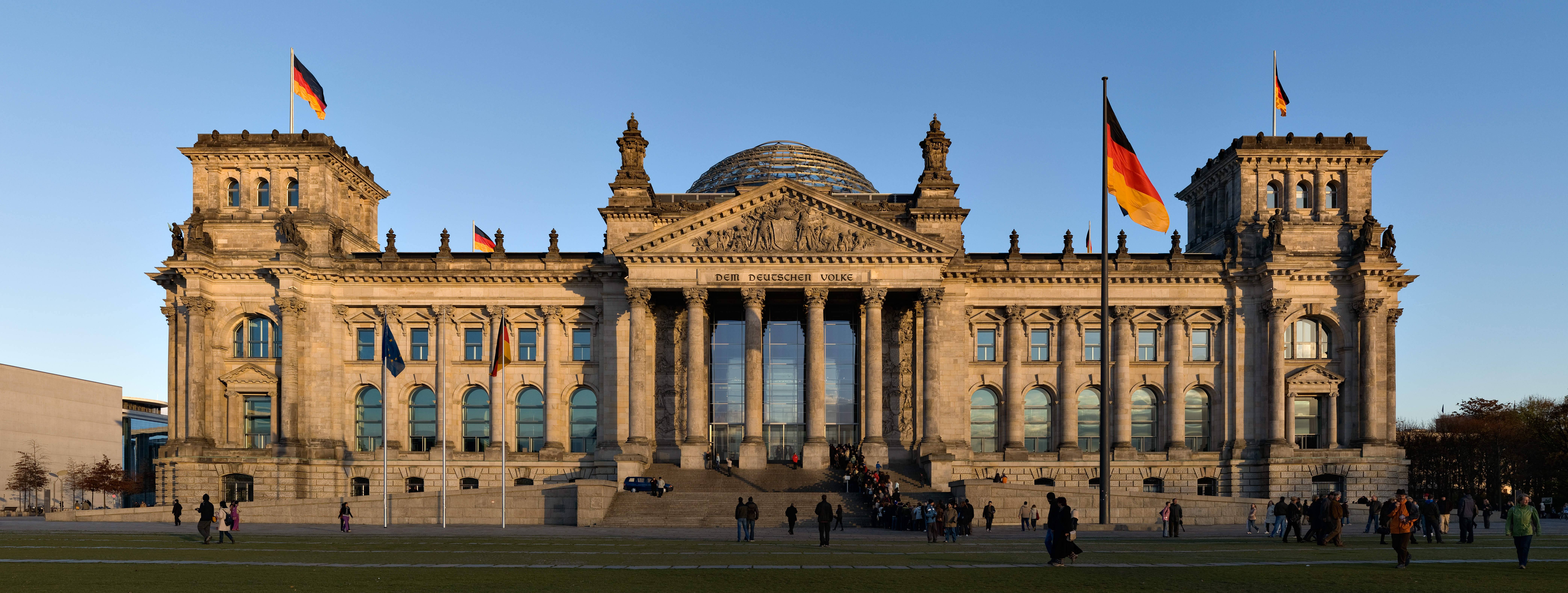
بوندس‌تاگ، ساختمان پارلمان فدرال آلمان

بوندس‌تاگ (به آلمانی: Deutscher Bundestag) پارلمان مرکزی آلمان فدرال است که در شهر برلین، پایتخت آلمان قرار دارد. 
شمار نمایندگان بوندس‌تاگ بر اساس قانون انتخاباتی آلمان متغیر است، و بوندس‌تاگ کنونی ۶۳۰ نماینده دارد. در دوره فعلی یعنی دوره ۲۰، شمار نمایندگان تکمیلی، ۲۴ نماینده بود که در حال حاضر به ۲۲ کاهش یافته‌است. هر دورهٔ نمایندگی، چهار سال است. انتخابات پیش از موعد برای حل بحران سیاسی عمده‌ای که با تعادل موجود در مجلس نمی‌توان آن را حل کرد، امکان‌پذیر است. بوندس‌تاگ، قوهٔ مقننه در سطح فدرال یعنی در سطح کل آلمان است. وظیفهٔ تصویب قراردادهای بین‌المللی و بودجهٔ عمومی کشور نیز بر عهدهٔ این مجلس مرکزی است. صدراعظم آلمان با رأی بوندس‌تاگ انتخاب می‌شود. نظارت بر کار حکومت نیز بر عهدهٔ بوندس‌تاگ است. نمایندگان مجلس در فراکسیونهای حزبی و در صورت ضعیف بودن حزبشان به لحاظ کمی در گروه‌های حزبی گرد آمده و خط سیاسی خود را پیش می‌برند. بوندستاگ یک پارلمان با کارکرد واقعی است و در مقایسه با بسیاری کشورهای دیگر، کمتر کارکرد نمایشی دارد. در مورد بسیاری از امور، نه در سطح اجلاس‌های بزرگ علنی، بلکه در کمیته‌های تخصصی تصمیم‌گیری می‌شود.

## سالن عمومی
سالن عمومی، که در آن بوندستاگ آلمان و مجلس فدرال تشکیل جلسه می دهند، بزرگترین سالن اجتماعات در ساختمان رایشستاگ است.
در وسط سالن، رئیس بوندستاگ یا نماینده او و دو منشی، پشت سر آنها کارکنان خدمات کمک عمومی قرار دارد.در هیئت رئیسه هم، سمت چپ، محل کمیساریای پارلمانی نیروهای مسلح و نیمکت شورای فدرال، و در سمت راست، نیمکت دولت قرار دارد.نزدیکترین کرسی به هیئت رئیسه برای صدراعظم آلمان و رئیس شورای فدرال محفوظ است.
پشت میز هیئت رئیسه، پرچم فدرال و اروپا در زیر عقاب بزرگ ۲٫۵ تنی بوندستاگ ایستاده است.پرچم آلمان همانند پرچم اصلی جشنواره هامباخ در سال ۱۸۳۲ است که خواسته های وحدت و آزادی را در دوره موسوم به وورمرز با نوار سوم از لورکس طلا نشان می داد. در سال ۱۹۴۹ توسط دولت نوردراین وستفالن به مناسبت اولین جلسه پارلمان در بن به بوندستاگ آلمان ارائه شد و در سال ۱۹۹۹ در تعطیلات تابستانی پارلمان تجدید شد. مرکز سالن عمومی، محل سخنرانان است.در مقابل سخنران، اعضای بوندستاگ نشسته اند.
ترتیب کرسی ها در بوندستاگ آلمان: رئیس جمهور جلسه عمومی را در مقابل خود می بیند. در سمت راست او، در یک نیم دایره، نمایندگان آلترناتیو نشسته اند. در کنار آنها نمایندگان اتحادیه و سپس در وسط دموکرات آزاد نشسته اند. سبز‌ها در سمت چپ میانه و گروه پارلمانی سوسیال دموکرات در نیمه چپ پلنوم نشسته است.اگرچه سبزها در روزهای اولیه خود «چپ‌تر»تر از سوسیال دموکرات در نظر گرفته می‌شدند،اما سوسیال دموکرات در سال ۱۹۸۳ اصرار داشت که هیچ گروه پارلمانی نمی‌تواند در سمت چپ آن بنشیند.این تقسیم تا زمان اتحاد مجدد باقی ماند.از زمانی که، اعضای حزب چپ‌(پیش تر حزب سوسیالیسم دمکراتیک از سال ۱۹۹۰) در سمت چپ افراطی نشسته اند، سوسیال دموکرات دیگر بر جیگاه کرسی های خود اصرار نکرد. بازدیدکنندگان بوندستاگ بالای سر نمایندگان پارلمان در جایگاه های خود می نشینند.آنها مجاز به ابراز تأیید یا مخالفت نیستند، در صورت تخطی از این قوانین ممکن است از سالن اخراج شوند.
در پشت میزهای دولت فدرال و شورای فدرال تابلوهایی وجود دارد که آیتم فعلی دستور کار را با حروف روشن نشان می دهد. به همین ترتیب، یک "F" سبز برای نشان دادن زمان پخش تلویزیون نمایش داده می شود. هشت دوربین به طور دائم در جایگاه‌های مختلف سالن عمومی نصب شده است که از راه دور توسط مدیر تلویزیون مجلس کنترل می‌شود و به دلیل محدودیت تعداد(تنها چند صد تماشاگر در جایگاه‌ها)، به بوندستاگ آلمان کمک می‌کند تا تصمیمات دموکراتیک بوندستاگ را به مناسبت ماده ۴۲ قانون اساسی اتخاذ کند و برای عموم قابل مشاهده باشد. پس از انتخابات فدرال، بر اساس گروه های پارلمانی، کرسی های بوندستاگ آلمان برای همیشه نصب می شوند. سالن عمومی همچنین توسط یک سیستم آینه ای روشن می شود که نور روز را از گنبد به داخل سالن هدایت می کند.

## تاریخچه

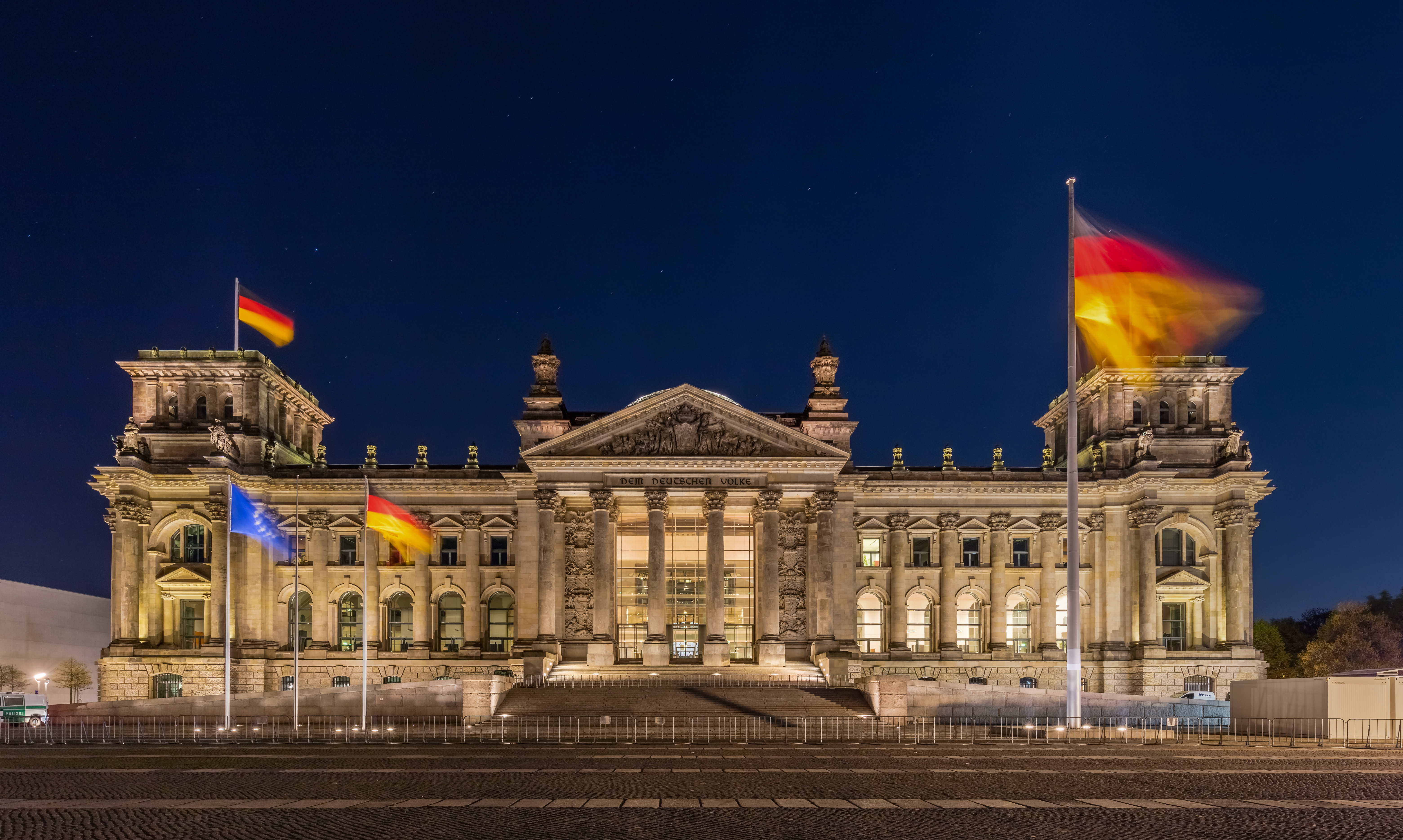
پرچم اتحاد آلمان یک یادبود ملی برای اتحاد دوباره آلمان است که در ۳ اکتبر ۱۹۹۰ برافراشته شد؛ جلوی ساختمان رایشتاگ در برلین، مقر بوندستاگ تکان می خورد.

اولین نهادی که بوندستاگ نام گرفت در زمان کنفدراسیون آلمان (به آلمانی Deutscher Bund) بود. از سال ۱۸۱۶ تا ۱۸۶۶ در فرانکفورت آم ماین تشکیل شد، که به آن کنوانسیون فدرال می گفتند.
با انحلال کنفدراسیون آلمان در سال ۱۸۶۶ و تأسیس امپراتوری آلمان (رایش آلمان) در سال ۱۸۷۱، رایشتاگ به عنوان پارلمان آلمان در برلین تأسیس شد که پایتخت پادشاهی وقت پروس (بزرگترین و تأثیرگذارترین ایالت هم در کنفدراسیون و هم در امپراتوری) بود. دو دهه بعد، ساختمان فعلی مجلس ساخته شد. نمایندگان رایشتاگ با رای مستقیم و برابر مردان انتخاب می شدند (و نه سیستم انتخاباتی سه طبقه ای که تا سال ۱۹۱۸ در پروس حاکم بود). رایشتاگ تا اصلاحات پارلمانی اکتبر ۱۹۱۸ در انتصاب صدراعظم شرکت نکرد. پس از انقلاب نوامبر ۱۹۱۸ و ایجاد قانون اساسی وایمار، به زنان حق رأی داده شد (و در رایشتاگ خدمت کنند) و پارلمان می توانست از رأی عدم اعتماد برای مجبور کردن صدراعظم یا هر عضو کابینه استفاده کند. در سال ۱۹۳۳، آدولف هیتلر به عنوان صدراعظم منصوب شد و از طریق فرمان آتش سوزی رایشستاگ، قانون تفویض اختیارات ۱۹۳۳ و مرگ رئیس جمهور پاول فون هیندنبورگ در سال ۱۹۳۴، قدرت نامحدودی به دست آورد. پس از آن، رایشستاگ به ندرت، معمولاً در خانه اپرای کرول، گرد هم می آمد تا به اتفاق آرا بر تصمیمات دولت مهر و موم بزند. آخرین بار در ۲۶ آوریل ۱۹۴۲ تشکیل شد.
با قانون اساسی جدید در سال ۱۹۴۹، بوندستاگ به عنوان پارلمان جدید آلمان غربی تأسیس شد. از آنجایی که برلین غربی به طور رسمی تحت صلاحیت قانون اساسی(به علت جنگ سرد) نبود، بوندستاگ در بن در چندین ساختمان مختلف، از جمله (به طور موقت) تاسیسات سابق آبرسانی تشکیل جلسه داد. علاوه بر این، به دلیل وضعیت قانونی شهر، شهروندان برلین غربی قادر به رای دادن در انتخابات بوندستاگ نبودند و در عوض توسط ۲۲ نماینده بدون رای  که  توسط مجلس نمایندگان( مجلس قانونگذاری شهر) انتخاب می شدند، نمایندگی می شدند.
بوندشاوس (خانه فدرال) در بن، ساختمان سابق پارلمان آلمان است. جلسات بوندستاگ آلمان از سال ۱۹۴۹ تا زمان انتقال آن به برلین در سال ۱۹۹۹ در آنجا برگزار شد. امروز مرکز کنگره بین المللی بوندشاوس بن و در نواحی شمالی دفتر شعبه بوندسرات ("شورای فدرال") که نماینده ایالت های فدرال است، قرار دارد. مناطق جنوبی در سال ۲۰۰۸ بخشی از دفاتر آلمان برای سازمان ملل متحد شد.
ساختمان سابق رایشتاگ دارای یک نمایشگاه تاریخی (Fragen an die deutsche Geschichte) بود و گهگاه به عنوان مرکز کنفرانس خدمت می کرد. ساختمان رایشتاگ همچنین گاهی اوقات به عنوان مکانی برای جلسات بوندستاگ و کمیته های آن و کنوانسیون فدرال، نهادی که رئیس جمهور فدرال آلمان را انتخاب می کند، استفاده می شد. با این حال، شوروی به شدت به استفاده نهادهای جمهوری فدرال آلمان از ساختمان رایشتاگ اعتراض کرد و سعی کرد با پرواز جت‌های مافوق صوت نزدیک ساختمان، جلسات را مختل کند.
از ۱۹ آوریل ۱۹۹۹، پارلمان آلمان دوباره در برلین در ساختمان اصلی رایشتاگ خود که در سال ۱۸۸۸ بر اساس نقشه‌های معمار آلمانی پل والوت ساخته شد و تحت رهبری معمار بریتانیایی لرد نورمن فاستر، بازسازی شد، گرد هم آمد. کمیته‌های پارلمانی و کمیته‌های فرعی، جلسات عمومی و جلسات گروه پارلمانی در سه ساختمان کمکی که ساختمان رایشستاگ را احاطه کرده‌اند برگزار می‌شود:  Jakob-Kaiser-Haus, Paul-Löbe-Haus and Marie-Elisabeth-Lüders-Haus.
در سال ۲۰۰۵، یک هواپیمای کوچک در نزدیکی پارلمان آلمان سقوط کرد. سپس تصمیم گرفته شد که تردد هوایی خصوصی بر فراز مرکز برلین ممنوع شود.

## ادوار بوندستاگ
| توزیع کرسی در بوندستاگ آلمان (در ابتدای هر دوره) | توزیع کرسی در بوندستاگ آلمان (در ابتدای هر دوره) | توزیع کرسی در بوندستاگ آلمان (در ابتدای هر دوره) | توزیع کرسی در بوندستاگ آلمان (در ابتدای هر دوره) | توزیع کرسی در بوندستاگ آلمان (در ابتدای هر دوره) | توزیع کرسی در بوندستاگ آلمان (در ابتدای هر دوره) | توزیع کرسی در بوندستاگ آلمان (در ابتدای هر دوره) | توزیع کرسی در بوندستاگ آلمان (در ابتدای هر دوره) | توزیع کرسی در بوندستاگ آلمان (در ابتدای هر دوره) | توزیع کرسی در بوندستاگ آلمان (در ابتدای هر دوره) |
| دوره                                             | انتخابات                                         | کرسی                                             | اتحادیه                                          | سوسیال دموکرات                                   | دموکرات آزاد                                     | سبز‌ها                                            | چپ‌                                               | آلترناتیو                                        | دیگران                                           |
| ------------------------------------------------ | ------------------------------------------------ | ------------------------------------------------ | ------------------------------------------------ | ------------------------------------------------ | ------------------------------------------------ | ------------------------------------------------ | ------------------------------------------------ | ------------------------------------------------ | ------------------------------------------------ |
| اولین                                            | ۱۹۴۹                                             | 402                                              | 139                                              | 131                                              | 52                                               | –                                                | –                                                | –                                                | 80                                               |
| 2nd                                              | 1953                                             | 487                                              | 243                                              | 151                                              | 48                                               | –                                                | –                                                | –                                                | 45                                               |
| 3rd                                              | 1957                                             | 497                                              | 270                                              | 169                                              | 41                                               | –                                                | –                                                | –                                                | 17                                               |
| 4th                                              | 1961                                             | 499                                              | 242                                              | 190                                              | 67                                               | –                                                | –                                                | –                                                | –                                                |
| 5th                                              | 1965                                             | 496                                              | 245                                              | 202                                              | 49                                               | –                                                | –                                                | –                                                | –                                                |
| 6th                                              | 1969                                             | 496                                              | 242                                              | 224                                              | 30                                               | –                                                | –                                                | –                                                | –                                                |
| 7th                                              | 1972                                             | 496                                              | 225                                              | 230                                              | 41                                               | –                                                | –                                                | –                                                | –                                                |
| 8th                                              | 1976                                             | 496                                              | 243                                              | 214                                              | 39                                               | –                                                | –                                                | –                                                | –                                                |
| 9th                                              | 1980                                             | 497                                              | 226                                              | 218                                              | 53                                               | –                                                | –                                                | –                                                | –                                                |
| 10th                                             | 1983                                             | 498                                              | 244                                              | 193                                              | 34                                               | 27                                               | –                                                | –                                                | –                                                |
| 11th                                             | 1987                                             | 497                                              | 223                                              | 186                                              | 46                                               | 42                                               | –                                                | –                                                | –                                                |
| 12th                                             | 1990                                             | 662                                              | 319                                              | 239                                              | 79                                               | 8                                                | 17                                               | –                                                | –                                                |
| 13th                                             | 1994                                             | 672                                              | 294                                              | 252                                              | 47                                               | 49                                               | 30                                               | –                                                | –                                                |
| 14th                                             | 1998                                             | 669                                              | 245                                              | 298                                              | 43                                               | 47                                               | 36                                               | –                                                | –                                                |
| 15th                                             | 2002                                             | 603                                              | 248                                              | 251                                              | 47                                               | 55                                               | 2                                                | –                                                | –                                                |
| 16th                                             | 2005                                             | 614                                              | 226                                              | 222                                              | 61                                               | 51                                               | 54                                               | –                                                | –                                                |
| 17th                                             | 2009                                             | 622                                              | 239                                              | 146                                              | 93                                               | 68                                               | 76                                               | –                                                | –                                                |
| 18th                                             | 2013                                             | 630                                              | 311                                              | 192                                              | –                                                | 63                                               | 64                                               | –                                                | –                                                |
| 19th                                             | 2017                                             | 709                                              | 246                                              | 153                                              | 80                                               | 67                                               | 69                                               | 94                                               | –                                                |
| 20th                                             | 2021                                             | 736(735)                                         | 197                                              | 206                                              | 92(91)                                           | 118                                              | 39                                               | 83                                               | 1                                                |